# آوروبيس
آوروبيس (Aurubis) هي شركة مقرها في مدنية هامبورغ الألمانية وتصنف ضمن أكبر الشركات في العالم العاملة في مجال إنتاج النحاس وإعادة تدويره.
تأسست الشركة في سنة 1866 تحت اسم Norddeutsche Affinerie AG، وكان الإنتاج فيها قد بدأ سنة 1876. يعمل في هذه الشركة حوالي 7000 موظف.